# 服部孝宏
服部 孝宏（はっとり たかひろ、1971年11月27日-2000年6月29日）は、広島県世羅郡世羅西町（現在世羅町）出身の陸上（長距離走・マラソン）選手。身長179cm、体重59kg、血液型A型。

## 略歴
男子陸上競技界では名門の広島県立世羅高等学校を卒業後、1989年カネボウに入社。陸上競技部に所属。当時の監督は就任したばかりの伊藤国光。当時の部員に高岡寿成、早田俊幸らがいる。
1995年2月、別府大分毎日マラソンでマラソンデビュー。成績は2時間17分15秒の12位。
1996年2月、東京国際マラソンで8位入賞、2時間12分41秒。
着々とタイムを上げていく。
1997年2月、東京国際マラソンで、旭化成の川嶋伸次・谷口浩美を抑え、レース後半はトップを独走。
終盤、NTT西日本（当時はNTT中国）の清水康次が迫り、首位争いを演じたものの、後半の上り坂で失速。
惜しくも清水に首位を明け渡したが、自己最高順位の2位入賞を果たした。このときのマラソン記録も自己最高の2時間10分21秒をマーク。
マラソン競技デビューから4戦目で、同1997年8月開催の世界陸上アテネ大会の男子マラソン日本代表に選出される。
アテネのレース本番では猛暑による悪コンディションで日本代表チームのペースは軒並み上がらず、日本人最高位の真内明2時間21分23秒 22位、川嶋伸次 2時間22分33秒 25位、花田勝彦2時間25分00秒 34位、服部は2時間26分33秒 40位だった。東京国際マラソンで首位争いをした清水康次は2時間37分11秒で58位だった。
翌年1998年2月の東京国際マラソンでは2時間17分20秒の17位。
記録の伸び悩みもあり、この後カネボウ陸上競技部を退部。本格的なマラソン競技から引退した。
2000年6月、山陽自動車道玖珂インターチェンジの出口ランプで交通事故に遭い、28歳で死去した。

## カネボウ陸上競技部　マラソン歴代記録
1. 2時間06分16秒　高岡寿成　02年10月13日
2. 2時間07分57秒　伊藤国光　86年10月19日
3. 2時間09分23秒　三村徹　　91年2月3日
4. 2時間09分40秒　入船敏　　08年2月17日
5. 2時間10分19秒　早田俊幸　94年2月13日
6. 2時間10分21秒　服部孝宏　97年2月9日
7. 2時間10分56秒　徳永大輔　96年4月28日
8. 2時間11分02秒　末吉富夫　91年2月10日
9. 2時間12分19秒　小倉幸康　99年2月28日
10. 2時間12分21秒　瀬戸智弘　07年9月30日